# Hafnia psychrotolerans
Hafnia psychrotolerans es una especie de  bacteria gramnegativa del género Hafnia. Descrita en el año 2015. Su etimología hace referencia a la tolerancia al frío. Es aerobia, móvil con flagelación perítrica, psicrotolerante. Con un tamaño de 0,8-1,2 μm de ancho por 1,8-2,4 μm de largo. En agar R2A forma colonias blancas, lisas, convexas y opacas. Temperatura de crecimiento entre 0-40 °C, óptima de 15 °C. pH entre 4-11, óptimo de 7. Capaz de crecer entre 0-8% de NaCl, aunque el óptimo es 0% Se ha aislado del lago Dajiaco, en el Tibet, China.